# Six Feet Under (band)

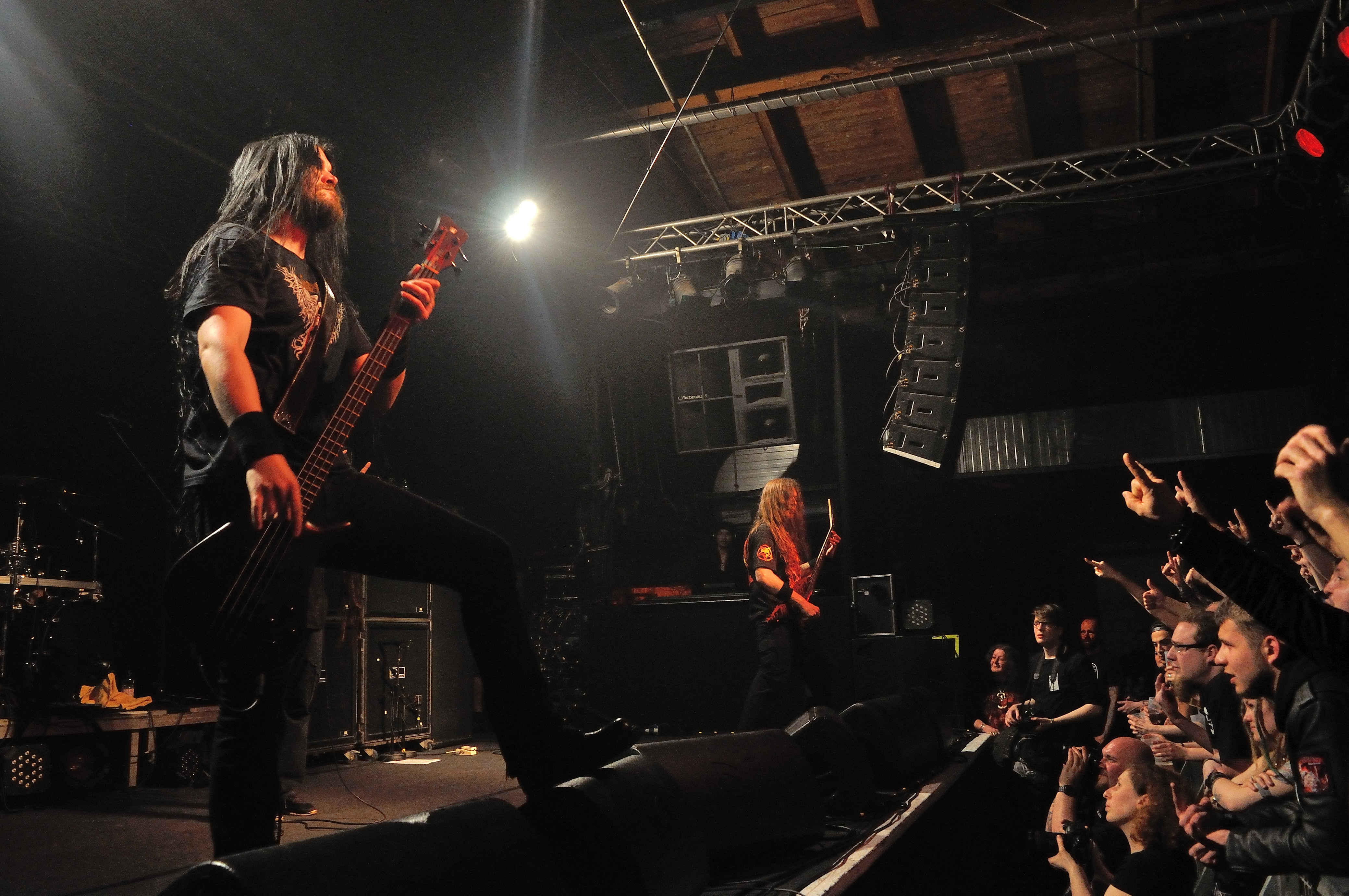
Six Feet Under, 2015

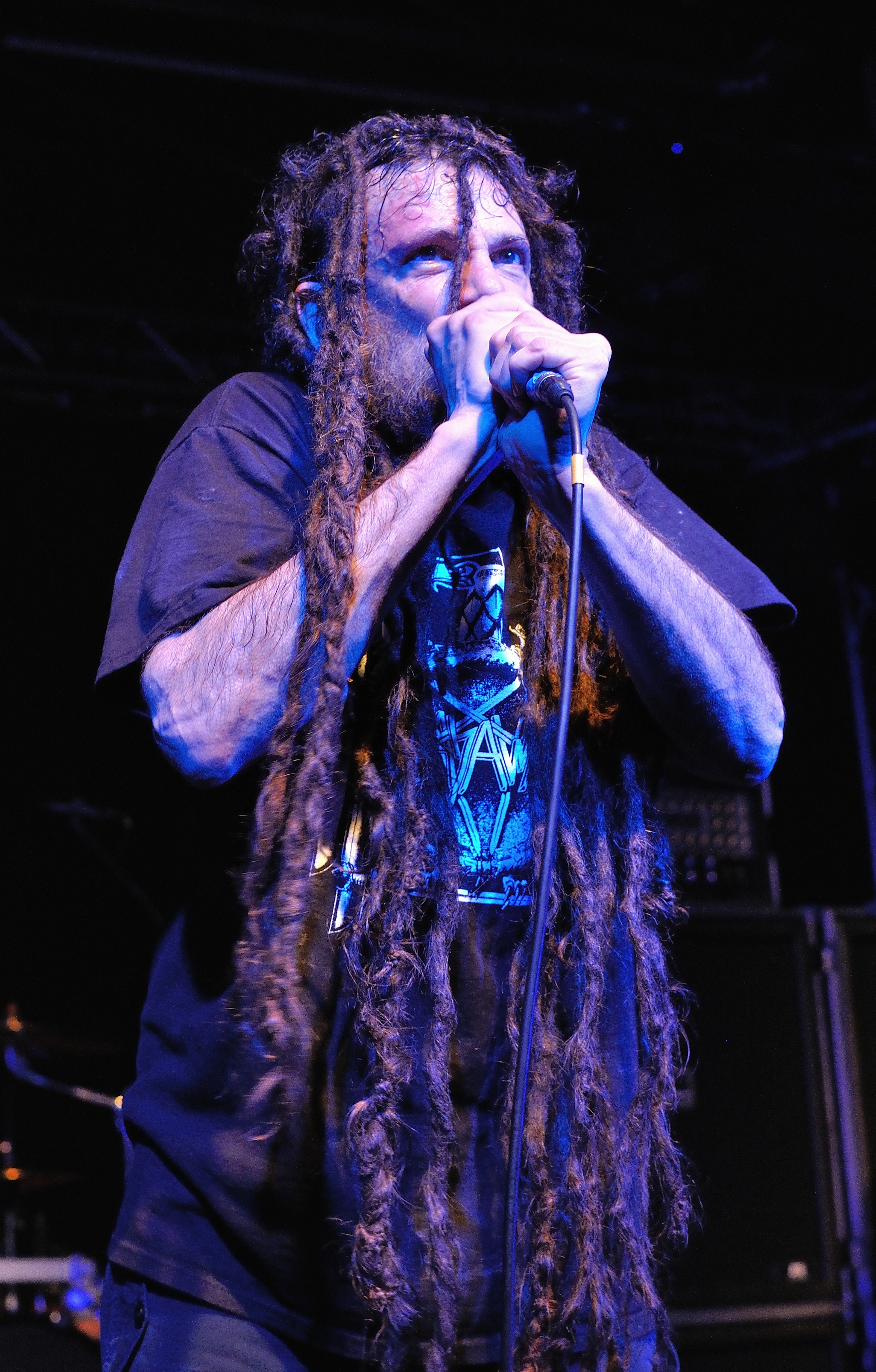
Chris Barnes, 2015

Six Feet Under is een Amerikaanse deathmetalband, opgericht door ex-Cannibal Corpse-zanger Chris Barnes. De muziek is te herkennen aan de lage grunts van zanger Barnes en de teksten die vooral over dood, bloed en zombies gaan. 

## Biografie
De band werd opgericht als een project toen Chris Barnes nog bij Cannibal Corpse zat. De stijl van Six Feet Under is anders dan die van Cannibal Corpse en Barnes begon meer te voelen voor deze nieuwe richting. Dit wilde hij graag overbrengen naar zijn toenmalige band, maar zijn bandleden voelden niets voor deze wijziging in muziekstijl. Om deze reden werd Barnes dan ook bij Cannibal Corpse ontslagen, volgens de officiële Cannibal Corpse-site. Barnes werd opgevolgd door vocalist George 'Corpsgrinder' Fisher.
Barnes stond in zijn Cannibal Corpse-tijd bekend om zijn gewelddadige en bloederige teksten, waaronder 'A Skull full of Maggots', 'Fucked with a Knife' en 'Hammer Smashed Face' (waarbij de band later een optreden zou doen in de Jim Carrey-film 'Ace Ventura: Pet Detective'). Deze lijn werd doorgetrokken bij Six Feet Under, al kwamen er nu ook meer teksten voor die geïnspireerd werden door horror-films. Zo werden er verschillende nummers geschreven met dood en gore als thema's en werd de hulp ingeroepen van rapper Ice-t bij het nummer 'One Bullet Left'.

## De fans
Six Feet Under staat bekend om de grote fanbasis in Duitsland . Daarom heeft de band van het nummer 'Bringer of Blood' - van het gelijknamige album uit 2003 - een Duitse versie opgenomen: 'Bringer Des Blutes'. Deze versie is te vinden op de Limited Edition van het album 'Bringer of Blood' en als een strikt gelimiteerde 7 vinyl single.

## Bandleden
Huidige leden:
- Chris Barnes − zang (sinds 1993)
- Jeff Hughell − basgitaar, gitaar (sinds 2012)
- Marco Pitruzzella − drums (sinds 2013)
- Ray Suhy − gitaar, basgitaar (sinds 2015)
- Jack Owen − gitaar (sinds 2017)

Ex-leden:
- Terry Butler − bas gitaar (1993−2011)
- Greg Gall − drums (1993−2011)
- Allen West − gitaar (1993–1998)
- Steve Swanson − gitaar (1998−2016)
- Kevin Talley − drums (2011–2013)
- Rob Arnold − gitaar, bas gitaar (2011–2012)
- Ola Englund – gitaar (2012–2013)

## Discografie
- 'Legions Of The Undead' (cd, 1986)
- 'Haunted' (cd, 1995)
- 'Alive and Dead' (cd, 1996)
- 'Warpath' (cd, 1997)
- 'Maximum Violence' (cd, 1999)
- 'Graveyard Classics' (cd, 2000)
- 'True Carnage' (cd, 2001)
- 'Maximum Video' (dvd, 2001)
- 'Double Dead' (cd, 2002)
- 'Double Dead Redux'(cd & dvd, 2002)
- 'Bringer of Blood' (cd, 2003)
- 'Live With Full Force' (dvd, 2004)
- 'Graveyard Classics II' (cd, 2004)
- '13' (cd, 2005)
- 'A Decade in the Grave' (dvd Box Set, 2005)
- 'Commandment' (cd, 2007)
- 'Death Rituals' (cd, 2008)
- 'Graveyard Classics 3 (2009)
- 'Undead (2012)
- 'Unborn (2013)
- 'Crypt of the Devil' (2015)
- 'Torment' (2017)
- 'Unburied' (2018)